# Mamadou Diabaté
Mamadou Diabaté (ur. w 1975 roku w Kita w Mali) – malijski muzyk. Uważany za jednego z największych instrumentalistów, grających na korze. Wyjechał do Stanów Zjednoczonych.

## Życiorys
Urodzony w rodzinie griotów, spokrewniony z Toumanim Diabaté, również wirtuozem kory. Rozpoczął naukę gry na instrumencie bardzo wcześnie.

## Dyskografia
- Tunga (2000)
- Behmanka (2004), płyta nominowana do Grammy award 2005
- Heritage (2006), płyta zdobyła Folk Alliance award 2007
- Douga Mansa (2008),płyta zdobyła Grammy award 2009
- Courage (2011)